# Chanson douce
Chanson douce, también conocida en español como Canción dulce, publicada en 2016, es una novela escrita por Leïla Slimani, nacida en Rabat en 1981, galardonada con el Prix Goncourt en 2016. En esta obra, la autora habla de temas que le interesan de la sociedad y que crean controversia en los lectores. A lo largo de la historia, Leïla Slimani describe la vida de una pareja de París junto con la de la niñera que se encarga del cuidado de sus hijos. A través de estos tres personajes, la autora habla de temas sociales actuales relacionados con el poder y los prejuicios sociales. La obra narra la historia de Myriam, madre de dos niños, que reemprende su actividad laboral en un bufete de abogados a pesar de las reticencias de su esposo. Tras un minucioso proceso de selección para encontrar niñera, se deciden por Louise, que conquista rápidamente el corazón de los niños y se convierte en una figura imprescindible en el hogar. La trampa de la interdependencia tomará un rumbo trágico que volverá la historia aterradora.

## Sinopsis
La historia de Chanson Douce comienza con el asesinato de dos niños pequeños por parte de Louise, la niñera, y el descubrimiento del crimen por parte de la madre. El resto de la historia se basa en el relato de cómo la niñera llega a cometer tal crimen. Descubrimos entonces la vida de una joven pareja que decide contratar a una niñera que en un principio se muestra como una persona agradable, pero que conforme avanza el relato, comienza a comportarse de forma extraña en determinadas ocasiones.

## Temas
En esta obra, Leïla Slimani muestra su deseo de hablar de temas que le incomodan y que crean cierta controversia moral en el lector. Los temas son la maternidad, las relaciones de poder y los prejuicios sociales.

## Crítica
Con el análisis de cada personaje de esta obra, la autora representa el estado de la sociedad actual y sobre todo, lo que podría llegar a suponer la creación de un cambio en la estructura tradicional familiar que sigue unas pautas patriarcales desde hace siglos. 

## Recepción de la obra en España
En la traducción de la obra de Chanson Douce realizada por Malika Embarek López encontramos el título de Canción dulce, nombre por el cual conocemos la obra francesa en España. Publicada por la editorial Cabaret Voltaire, ha recibido críticas espléndidas por parte de periódicos como El Mundo o El País.